# Nalin H. Samarasinha
Nalin H. Samarasinha (1958) è un astronomo singalese.
Laureatosi in fisica all'Università di Colombo nel 1981, ha poi conseguito il master e il dottorato in astronomia all'Università del Maryland a College Park rispettivamente nel 1985 e nel 1992.
Il Minor Planet Center gli accredita la scoperta degli asteroidi 607372 Colombounilanka e 716260 Baybayan,  entrambe effettuate il 30 novembre 2000 e in collaborazione con Tod R. Lauer.
Gli è stato dedicato l'asteroide 12871 Samarasinha.